# Ариспе (город)
Ариспе (исп. Arizpe) — город в Мексике, штат Сонора, входит в состав одноимённого муниципалитета и является его административным центром. Численность населения, по данным переписи 2020 года, составила 1666 человек.
Расположен около 170 км севернее столицы штата г. Эрмосильо.

## История
Поселение было основано миссионерами-иезуитами в 1646 году во главе с Херонимо Каналем как миссия для евангелизации местного населения.
В конце XVIII века поселение получило статус города.